# Out of Our Minds (film)
Out of Our Minds (noto anche con l'acronimo OOOM) è un cortometraggio del 2009 scritto ed interpretato dalla musicista canadese Melissa Auf der Maur e diretto dal marito il regista indipendente Tony Stone.

## Trama
In un mondo fantastico, un cuore vichingo, un incidente d'auto ed una foresta sanguinante si fondono.

## Produzione
L'idea di Out of Our Minds è nata già nel 2005 quando Melissa Auf der Maur iniziava la registrazione dell'album. Il film, prodotto e finanziato indipendentemente, è stato girato nel corso di due anni, nell'autunno 2006 e nella primavera 2007 nella città natale di Stone nel Vermont negli Stati Uniti, dove aveva precedentemente diretto Severed Ways: The Norse Discovery of America del 2007 su temi simili.

## Distribuzione
Out of Our Minds è stato presentato al Sundance Film Festival il 16 gennaio del 2009. Fa parte, insieme ad un fumetto, di un progetto multidisciplinare che ha accompagnato il suo secondo album Out of Our Minds.
Durante il suo tour di supporto dell'album omonimo in Europa e negli Stati Uniti, Melissa ha anche effettuato proiezioni del film.
È stato realizzato anche un DVD incluso come parte di un pacchetto comprendente l'album e il fumetto, il 30 marzo 2010.

## Critica
Usando la musica, composta interamente da lei e dalla The Entrance Band, piuttosto che il dialogo, racconta una storia universale in un'ottica singolare. Si avverte nel carattere onirico del film l'influenza di David Lynch.
Il film ha ricevuto reazioni critiche positive con varie recensioni.